# Dichelacera submarginata
Dichelacera submarginata är en tvåvingeart som beskrevs av Lutz 1915. Dichelacera submarginata ingår i släktet Dichelacera och familjen bromsar. Inga underarter finns listade i Catalogue of Life.